# الیس چپمن
الیس چپمن (انگلیسی: Ellis Chapman؛ زادهٔ ۸ ژانویهٔ ۲۰۰۱) بازیکن فوتبال اهل بریتانیا است.
از باشگاه‌هایی که در آن بازی کرده‌است می‌توان به باشگاه فوتبال لستر سیتی اشاره کرد.